# Microevoluție
Microevoluția este procesul în urma căruia au loc schimbări în cadrul materialului genetic, în urma unor influențe externe. Spre deosebire de macroevolutie, care nu poate fi observata, microevoluția este un proces biologic observabil și reprezintă dovada schimbării caracterelor organismelor în timp. Microevoluția poate fi uneori confundată cu adaptarea. Microevoluția este folosită atât în evoluționism, cât și în creaționismul științific. În urma microevoluției apar noi subspecii, uneori chiar specii. Microevoluția este cauza speciației.